# Google Public DNS
Google Public DNS є сервісом системи доменних імен (DNS), пропонований інтернет-користувачам по всьому світу корпорацією Google. Він функціонує як рекурсивний сервер імен.
Google Public DNS було анонсовано 3 грудня 2009 року, мета описана як «зробити Інтернет швидшим і безпечнішим». Станом на 2014 рік це найбільший загальнодоступний сервіс DNS у світі, що обробляє 400 мільярдів запитів на день. Google Public DNS не пов'язаний з Google Cloud DNS, що є службою хостингу DNS.

## Сервіс
Google Public DNS працює з рекурсивними серверами імен для публічного використання за IP-адресами 8.8.8.8 та 8.8.4.4 для IPv4 та 2001: 4860: 4860 :: 8888 та 2001: 4860: 4860 :: 8844, для IPv6. Адреси перетворюються до найближчого операційного сервера шляхом anycast маршрутизації.
| IPv4 адреси | 8.8.8.8 8.8.4.4                                   |
| IPv6 адреси | 2001: 4860: 4860 :: 8888 2001: 4860: 4860 :: 8844 |

Сервіс не використовує звичайне програмне забезпечення сервера імен DNS, таке як BIND, а замість цього покладається на спеціально розроблену реалізацію, що відповідає стандартам DNS, встановленим IETF. Він повністю підтримує протокол DNSSEC з 19 березня 2013 року. Раніше Google Public DNS приймав та пересилав повідомлення у форматі DNSSEC, але не проводив перевірку.
Деякі постачальники DNS практикують викрадення DNS під час обробки запитів, перенаправляючи веббраузери на рекламний сайт, керований постачальником, коли запитується неіснуюче доменне ім'я. Це вважається навмисним порушенням специфікації DNS. Служба Google правильно відповідає на відповідь про неіснуючий домен (NXDOMAIN).
Сервіс Google також переймається безпекою DNS. Поширений вектор атаки полягає в перешкоді службі DNS для досягнення перенаправлення вебсторінок з легальних на шкідливі сервери. Google документує зусилля щодо стійкості до отруєння кешем DNS, включаючи атаки «Прогалина Камінського», а також атаки відмови у наданні послуг (denial-of-service).
Google твердить про різні переваги щодо ефективності та швидкості такі як використання маршрутизації anycast для надсилання запитів користувачів до найближчого центру обробки даних, сервери надмірного забезпечення для обробки атак відмови в обслуговуванні та серверів балансування навантаження, використовуючи два рівні кешу з невеликим кешем на хост, що містить найпопулярніші імена та інший пул серверів, розділений на ім'я, яке слід шукати. Цей кеш другого рівня зменшує фрагментацію та втрату швидкості кешу, що може бути наслідком збільшення кількості серверів.

## Конфіденційність
Google заявив, що з метою продуктивності та безпеки IP-адресу запиту буде видалено через 24–48 годин, однак провайдер Інтернет-послуг (ISP) та інформація про місцезнаходження постійно зберігаються на їхніх серверах.
Відповідно до загальної політики конфіденційності Google, «Ми [Google] можемо поєднувати особисту інформацію з однієї служби з інформацією, включаючи особисту інформацію, з інших служб Google». Однак у політиці Google DNS щодо громадськості конкретно зазначено, що «Ми не пов'язуємо та не поєднуємо інформацію з наших тимчасових чи постійних журналів з будь-якою особистою інформацією, яку ви надали Google для інших служб».

## Історія
У грудні 2009 року Google Public DNS був запущений з оголошенням в Офіційному блозі Google керівником продукту Премом Рамасвамі, з додатковою публікацією в блозі Google Code.
У січні 2019 року Google DNS адоптував протокол DNS через TLS.

### DNSSEC
Після запуску Google Public DNS він безпосередньо не підтримував DNSSEC. Хоча записи RRSIG можна було запитувати, прапорець AD (Автентифіковані дані) не був встановлений у версії запуску, що означає, що сервер не міг перевірити підписи для всіх даних. Це було покращено 28 січня 2013 року, коли сервери DNS Google без розголосу почали надавати інформацію про перевірку DNSSEC але лише якщо клієнт явно встановив прапорець DNSSEC OK (DO) у своєму запиті. Цю послугу, що вимагає прапорець клієнтської сторони, 6 травня 2013 року було замінено на повну перевірку DNSSEC за замовчуванням, тобто всі запити будуть перевірені, якщо клієнти явно не відмовляються.

### Клієнтська підмережа
Від червня 2014 року Google Public DNS автоматично виявляє сервери імен, які підтримують параметри підмережі EDNS-клієнта (ECS), визначені в чернетці IETF (шляхом зондування серверів імен за низькою швидкістю за допомогою запитів ECS та кешування можливостей ECS), і надсилатиме запити за допомогою ECS параметри для таких серверів імен автоматично.

### Цензура в Туреччині
У березні 2014 року використання Google DNS Google було заблоковано в Туреччині після того, як воно було використане для обходу блокування Twitter, яке набрало чинності 20 березня 2014 року за рішенням суду. Блокування було результатом попередніх зауважень прем'єр-міністра Таїпа Ердогана, який пообіцяв «стерти Twitter» після звинувачень у корупції у його внутрішньому колі. Метод став популярним після того, як було встановлено, що для забезпечення заборони використовувався простий блок доменних імен, який легко було б обійти за допомогою альтернативної системи DNS. Активісти поширювали інформацію про те, як користуватися сервісом, і наносили IP-адреси, які сервіс використовував, як графіті на будівлях. Після відкриття цього методу уряд перейшов до прямого блокування IP-адреси Twitter, і Google Public DNS повністю був заблокований.